# ゴーゴービジュアル企画
ゴーゴービジュアル企画とは、映画の企画・製作を行う有限会社である。

## 製作作品

### 実写
- ひまわり〜沖縄は忘れない あの日の空を〜
- アンダンテ 〜稲の旋律〜
- 校庭に東風吹いて
- わが青春つきるとも―伊藤千代子の生涯―

### アニメーション
- 大ちゃん、だいすき。
- ガラスのうさぎ
- もも子、かえるの歌がきこえるよ。
- いのちの地球 ダイオキシンの夏
- ハッピーバースデー 命かがやく瞬間
- かんすけさんとふしぎな自転車
- 地球が動いた日
- おおきなかぶ
- 5等になりたい。
- くまのおいしゃさん すてきなコンサート